# HC Dukla Jihlava
HC Dukla Jihlava ist ein tschechischer Eishockeyklub, beheimatet in Jihlava.

## Vereinsgeschichte

Ehemaliges Logo des Clubs

Der HC Dukla Jihlava wurde 1956 als Armeesportklub unter dem Namen Křídla vlastí Olomouc gegründet und zog noch im gleichen Jahr ins benachbarte Jihlava um. Ab 1957 spielte der Klub unter dem Namen ASD Dukla Jihlava. Dukla zählt zu den erfolgreichsten Eishockeyklubs der ehemaligen Tschechoslowakei. Vor allem in den 1970er und 1980er Jahren gehörte der Verein auch zur europäischen Spitze. Elfmal nahm die Mannschaft am Europapokal teil und erreichte achtmal das Endspiel, ein Sieg blieb Dukla allerdings verwehrt.
Der Verein konnte vor allem deshalb so erfolgreich sein, weil die besten tschechoslowakischen Spieler im Rahmen ihres Armeedienstes für die Mannschaft spielen mussten. Nach dem Regimewechsel fiel dieser Vorteil für Dukla Jihlava weg, aber noch 1991 wurde die Mannschaft ein letztes Mal Tschechoslowakischer Meister.
In der tschechischen Extraliga, der höchsten tschechischen Spielklasse, die nach dem Zerfall der Tschechoslowakei entstanden war, konnte sich der Klub mit Müh und Not bis 1999 halten, einmal nur durch eine erfolgreiche Relegation und ein andermal gar, weil die Liga vergrößert wurde. In der Saison 2003/04 schaffte Dukla Jihlava den Wiederaufstieg, konnte sich aber nur ein Spieljahr in der Extraliga halten. Ab 2005/06 spielte der HC Dukla Jihlava in der 1. Liga, der zweithöchsten Spielklasse Tschechiens. Erst im Jahr 2017 gelang der Wiederaufstieg in die Extraliga, als sich die Mannschaft in der Relegation unter anderem gegen den späteren Absteiger HC Energie Karlovy Vary durchsetzte. Allerdings wurde der Klassenerhalt nicht geschafft.

## Erfolge

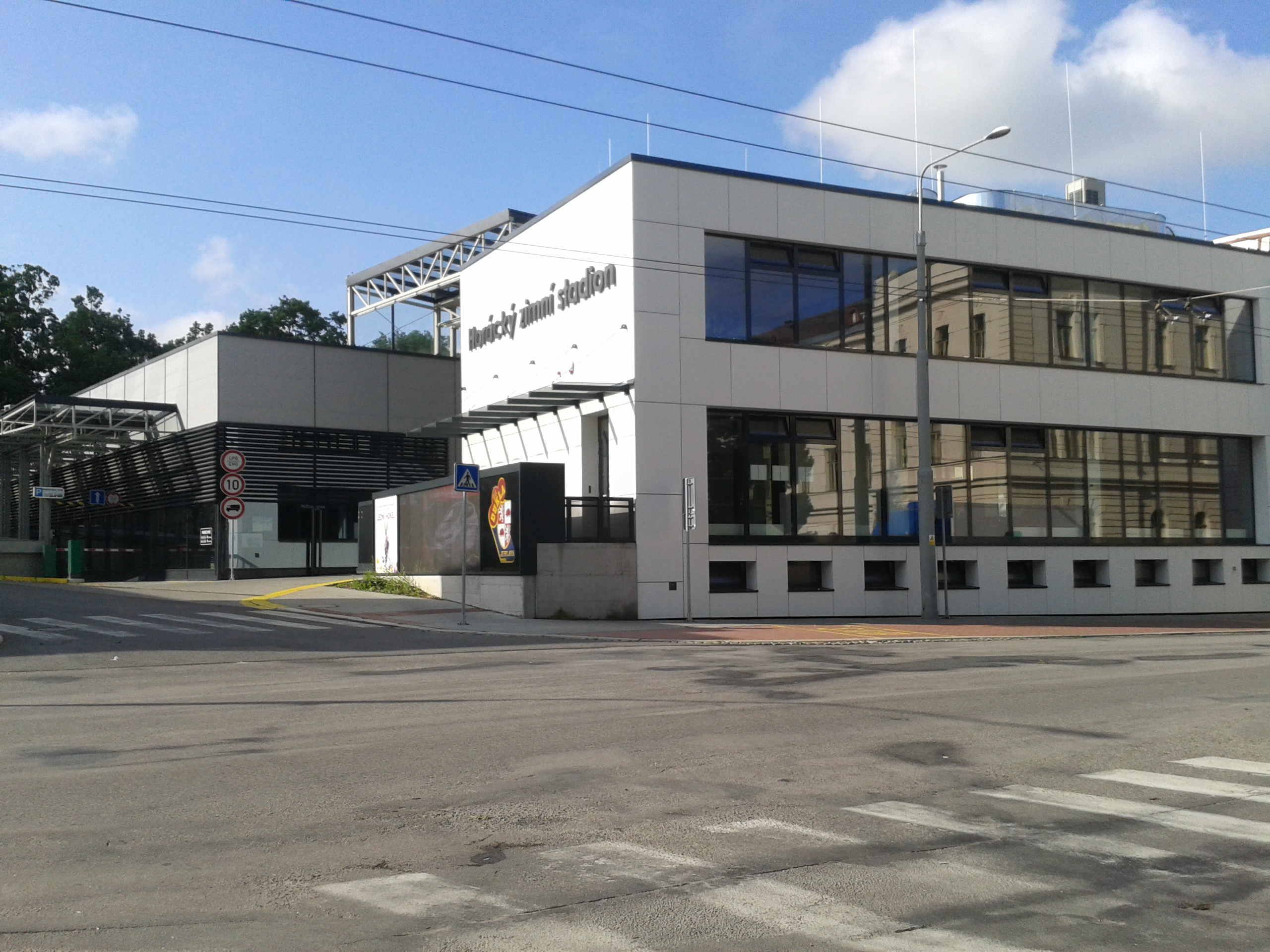
Horácký zimní stadion

- 12× Tschechoslowakischer Meister: 1967, 1968, 1969, 1970, 1971, 1972, 1974, 1982, 1983, 1984, 1985, 1991
- 5× Spengler-Cup-Sieger: 1966, 1967, 1969, 1978, 1983
- 8× Finalist Europapokal: 1968, 1971, 1973, 1977, 1983, 1984, 1985, 1986
- 4× Meister der 1. Liga: 2000, 2004, 2016, 2022

## Bekannte ehemalige Spieler
- Jiří Holík; Stürmer; 1963–1978, Weltmeister
- Jan Suchý; Verteidiger 1963–1979
- Robert Holík
- Jaroslav Holík; Stürmer; 1961–1980; Weltmeister
- Jan Hrbatý; Stürmer; 1961–1980
- Josef Augusta; Stürmer; 1965–1982; Weltmeister
- Jan Klapáč; Stürmer; 1965–1975
- Igor Liba; Stürmer; 1982–1984
- Vladimír Martinec
- Jaroslav Benák; Verteidiger; 1981–1995; Weltmeister
- Milan Chalupa; Verteidiger; 1973–1994; Weltmeister
- Tomáš Chlubna; Stürmer
- Vladimír Caldr; Stürmer; 1987–1988; Weltmeister
- Libor Dolana; Stürmer; 1982–1995; Weltmeister
- Karel Horáček; Verteidiger; 1973–1986
- Dominik Hašek, Torwart; 1989–1990; Olympiasieger
- David Rittich, Torwart; bis 2015
- Marián Šťastný, Stürmer; 1980; Weltmeister

## Meisterkader

### 1. Liga 1968/69
| Torhüter      | Marcel Sakáč, Svitana, Daněk |
| Abwehrspieler | Jan Suchý, Ladislav Šmíd, J. Vinš, X. Bauer, Vladimír Bednář, Zelenický                                                                                    |
| Stürmer       | Jan Hrbatý, Jaroslav Holík, Jiří Holík, Jan Klapáč, V. Mařík, Bohuslav Ebermann, Vodák, Balun, Josef Augusta, Vorlíček, Mráz, Lano, Střílka, Konečný, Nikl |
| Trainer       | Jaroslav Pitner und Stanislav Neveselý |

## Trainer und Kapitäne
| Saison  | Liga      | Kapitän                                 | Trainer                                                                                                 |
| ------- | --------- | --------------------------------------- | --- |
| 1956/57 | 2. Liga   |                                         | Jiří Anton                                                                                              |
| 1957/58 | 1. Liga   |                                         | Jiří Anton                                                                                              |
| 1958/59 | 1. Liga   |                                         | Jiří Anton, später Jaroslav Pitner                                                                      |
| 1959/60 | 1. Liga   |                                         | Jaroslav Pitner                                                                                         |
| 1960/61 | 1. Liga   |                                         | Jaroslav Pitner                                                                                         |
| 1961/62 | 1. Liga   |                                         | Jaroslav Pitner                                                                                         |
| 1962/63 | 1. Liga   |                                         | Jaroslav Pitner                                                                                         |
| 1963/64 | 1. Liga   |                                         | Jaroslav Pitner                                                                                         |
| 1964/65 | 1. Liga   |                                         | Jaroslav Pitner, Stanislav Neveselý                                                                     |
| 1965/66 | 1. Liga   |                                         | Jaroslav Pitner, Stanislav Neveselý                                                                     |
| 1966/67 | 1. Liga   |                                         | Jaroslav Pitner, Stanislav Neveselý                                                                     |
| 1967/68 | 1. Liga   |                                         | Jaroslav Pitner, Stanislav Neveselý                                                                     |
| 1968/69 | 1. Liga   |                                         | Jaroslav Pitner, Stanislav Neveselý                                                                     |
| 1969/70 | 1. Liga   |                                         | Jaroslav Pitner, Stanislav Neveselý                                                                     |
| 1970/71 | 1. Liga   | Jan Hrbatý                              | Jaroslav Pitner, Stanislav Neveselý                                                                     |
| 1971/72 | 1. Liga   | Jan Hrbatý                              | Jaroslav Pitner, Stanislav Neveselý                                                                     |
| 1972/73 | 1. Liga   | Jan Hrbatý                              | Jaroslav Pitner, Stanislav Neveselý                                                                     |
| 1973/74 | 1. Liga   | Jan Hrbatý                              | Jaroslav Pitner, Stanislav Neveselý                                                                     |
| 1974/75 | 1. Liga   | Jan Hrbatý                              | Jaroslav Pitner, Stanislav Neveselý                                                                     |
| 1975/76 | 1. Liga   | Jan Hrbatý                              | Jaroslav Pitner, Stanislav Neveselý                                                                     |
| 1976/77 | 1. Liga   | Jan Hrbatý                              | Jaroslav Pitner, Stanislav Neveselý                                                                     |
| 1977/78 | 1. Liga   | Jan Hrbatý                              | Jaroslav Pitner, Stanislav Neveselý                                                                     |
| 1978/79 | 1. Liga   | Jan Hrbatý                              | Jaroslav Pitner, Stanislav Neveselý                                                                     |
| 1979/80 | 1. Liga   |                                         | Jaroslav Pitner, Stanislav Neveselý                                                                     |
| 1980/81 | 1. Liga   | Josef Augusta                           | Jaroslav Pitner, Stanislav Neveselý                                                                     |
| 1981/82 | 1. Liga   | Miloš Kupec                             | Jaroslav Pitner, Stanislav Neveselý                                                                     |
| 1982/83 | 1. Liga   | Radoslav Svoboda                        | Stanislav Neveselý, Jaroslav Holík                                                                      |
| 1983/84 | 1. Liga   |                                         | Stanislav Neveselý, Jaroslav Holík                                                                      |
| 1984/85 | 1. Liga   |                                         | Stanislav Neveselý, Jaroslav Holík                                                                      |
| 1985/86 | 1. Liga   | Radoslav Svoboda                        | Stanislav Neveselý, Jaroslav Holík                                                                      |
| 1986/87 | 1. Liga   |                                         | Stanislav Neveselý, Jaroslav Holík                                                                      |
| 1987/88 | 1. Liga   | Libor Dolana                            | Jaroslav Holík, Josef Augusta                                                                           |
| 1988/89 | 1. Liga   | Petr Vlk                                | Jaroslav Holík, Josef Augusta                                                                           |
| 1989/90 | 1. Liga   | Bedřich Ščerban                         | Jaroslav Holík, Josef Augusta                                                                           |
| 1990/91 | 1. Liga   | Bedřich Ščerban                         | Jaroslav Holík, Josef Augusta                                                                           |
| 1991/92 | 1. Liga   |                                         | Jaroslav Holík, Josef Augusta                                                                           |
| 1992/93 | 1. Liga   |                                         | Jaroslav Holík, Jan Hrbatý                                                                              |
| 1993/94 | Extraliga |                                         | Jaroslav Holík, Jan Hrbatý                                                                              |
| 1994/95 | Extraliga | Petr Kuchyňa                            | Jaroslav Holík, Jan Hrbatý (Jaroslav Holík im Laufe der Saison ersetzt durch Milan Chalupa)             |
| 1995/96 | Extraliga | Petr Vlk                                | František Vorlíček, Jan Hrbatý                                                                          |
| 1996/97 | Extraliga | Petr Vlk                                | František Vorlíček, Jan Hrbatý (im Laufe der Saison ersetzt durch Josef Augusta, Karel Dvořák)          |
| 1997/98 | Extraliga | Petr Vlk                                | Josef Augusta, Karel Dvořák                                                                             |
| 1998/99 | Extraliga | Petr Vlk                                | Josef Augusta, Karel Dvořák (Josef Augusta im Laufe der Saison ersetzt durch Vladimír Caldr)            |
| 1999/00 | 1. Liga   | Aleš Polcar                             | Jaroslav Holík, Karel Dvořák, Radoslav Svoboda                                                          |
| 2000/01 | 1. Liga   | Richard Cachnín                         | Jaroslav Holík, Karel Dvořák, Radoslav Svoboda                                                          |
| 2001/02 | 1. Liga   | Oldřich Bakus                           | Jaroslav Holík, Karel Dvořák, Radoslav Svoboda                                                          |
| 2002/03 | 1. Liga   | Oldřich Bakus                           | Jiří Režnar, Petr Vlk                                                                                   |
| 2003/04 | 1. Liga   | Oldřich Bakus                           | Petr Vlk, Petr Fiala                                                                                    |
| 2004/05 | Extraliga | Oldřich Bakus                           | Petr Vlk, Petr Fiala (im Laufe der Saison ersetzt durch Richard Farda, Kamil Konečný)                   |
| 2005/06 | 1. Liga   | Oldřich Bakus                           | Milan Chalupa, Aleš Polcar                                                                              |
| 2006/07 | 1. Liga   | Oldřich Bakus                           | Petr Vlk                                                                                                |
| 2007/08 | 1. Liga   | Oldřich Bakus                           | Karel Dvořák, Bedřich Ščerban                                                                           |
| 2008/09 | 1. Liga   | Oldřich Bakus                           | Karel Dvořák, Roman Mejzlík, Aleš Totter (Karel Dvořák im Laufe der Saison ersetzt durch Josef Augusta) |
| 2009/10 | 1. Liga   | Oldřich Bakus                           | Josef Augusta, Roman Mejzlík, Patrik Augusta                                                            |
| 2010/11 | 1. Liga   | Oldřich Bakus                           | Petr Vlk, Patrik Augusta                                                                                |
| 2011/12 | 1. Liga   | Tomáš Ficenc                            | Petr Vlk, Patrik Augusta                                                                                |
| 2012/13 | 1. Liga   | Tomáš Ficenc                            | Petr Vlk, Patrik Augusta                                                                                |
| 2013/14 | 1. Liga   | Tomáš Čachotský                         | Petr Vlk, František Zeman                                                                               |
| 2014/15 | 1. Liga   | Tomáš Čachotský                         | Petr Vlk, František Zeman                                                                               |
| 2015/16 | 1. Liga   | Jiří Dobrovolný                         | Petr Vlk, František Zeman, Viktor Ujčík                                                                 |
| 2016/17 | 1. Liga   | Jiří Dobrovolný, später Tomáš Čachotský | Petr Vlk, František Zeman, Viktor Ujčík                                                                 |
| 2017/18 | Extraliga | Tomáš Čachotský                         | Petr Vlk, František Zeman                                                                               |
| 2018/19 | 1. Liga   |                                         | Petr Vlk, František Zeman                                                                               |
| 2019/20 | 1. Liga   |                                         | Petr Vlk, František Zeman, ersetzt durch Viktor Ujčík, Karel Nekvasil                                   |
| 2020/21 | 1. Liga   |                                         | Viktor Ujčík, Karel Nekvasil                                                                            |
| 2021/22 | 1. Liga   |                                         | Viktor Ujčík, Karel Nekvasil                                                                            |
| 2022/23 | 1. Liga   | Josef Skořepa                           | Viktor Ujčík, Karel Nekvasil                                                                            |